# Bulbophyllum fractiflexum
Bulbophyllum fractiflexum là một loài phong lan thuộc chi Bulbophyllum.